# Delfinul (U-Boot, 1930)
Die NMS Delfinul („der Delfin“) war ein 1930 in Italien vom Stapel gelaufenes U-Boot der rumänischen Marine. Es war das erste – und bis 1944 einzige – U-Boot des Landes und wurde während des Zweiten Weltkrieges im Schwarzen Meer eingesetzt. 1944 beschlagnahmte die Sowjetunion es, benannte es TS-3 und gab es 1945 an Rumänien zurück, wo es noch als Schul-U-Boot diente und 1957 abgewrackt wurde.

## Bau und technische Daten
Die Vergrößerung der rumänischen Staatsgebietes mit Ausweitung der Küstengewässer nach dem Ersten Weltkrieg erforderte größere Marinestreitkräfte als noch vor dem Krieg. Im Marinebauprogramm des Jahres 1927 orderte die rumänische Regierung bei italienischen Werften zwei Zerstörer (Regele Ferdinand und Regina Maria), ein U-Boot-Begleitschiff (Constanța) und ein U-Boot, die spätere Delfinul. Das Schiff wurde in Italien auf der Werft „Cantiere Navale di Quarnaro“ in Fiume, dem heutigen Rijeka, im Juni 1927 auf Kiel gelegt, der Stapellauf fand am 22. Juni 1930 unter dem Namen Delfinul statt. 1931 war das Boot werftseitig fertig gestellt und bereit zur Abnahme, doch nahm die rumänische Marine das Boot nicht ab, da sie die vertraglichen Anforderungen nicht erfüllt sah. Mehrfach brachte das U-Boot-Begleitschiff Constanța die Besatzung nach Fiume, doch dauerten Gerichtsverfahren und Nachbesserungen bis 1936, bevor Rumänien die Delfinul abnahm. Zwischenzeitlich hatte die Werft das Boot mehreren Ländern zum Kauf angeboten – darunter der Sowjetunion – es jedoch nicht geschafft, das Boot auch zu verkaufen. 1936 kehrte die Constanța ein letztes Mal nach Fiume zurück: Am 9. Mai übernahm der rumänische Bevollmächtigte, Fregattenkapitän Victor Schmidt, das U-Boot und hisste erstmals die rumänische Flagge.
Ihre Länge betrug 68,00 Meter, sie war 5,90 Meter breit und wies einen Tiefgang von 3,60 Metern auf. Die Verdrängung betrug über Wasser 650 ts, unter Wasser 900 ts. Es handelte sich um ein U-Boot mit einem klassischen kombinierten Antrieb aus Diesel- und Elektromotoren. Die beiden Dieselmotoren des Schweizer Herstellers Sulzer lieferten zusammen eine Leistung von 1.840 PS (3.484 kW). Die zwei Monza-Elektromotoren gaben zusammen eine Leistung von 800 PS (809 kW) ab. Das Boot besaß zwei Wellen, die zwei Schrauben antrieben. Es erreichte über Wasser eine Geschwindigkeit von 14,0 Knoten, unter Wasser von 9 Knoten und hatte bei 10 Knoten Marschfahrt eine Reichweite von 2.000 Seemeilen. Der Bootskörper war als 2-Hüllen-Konstruktion gebaut und hatte eine Tauchtiefe von 80 Metern. Die Besatzung bestand aus 40 Offizieren und Mannschaften.
Für den aufgetauchten Einsatz bestand die Bewaffnung aus einem 102-mm-Deckgeschütz des Typs Schneider-Armstrong M1914-15. Dazu wird in der Literatur zum Teil auch ein zusätzliches 13-mm-Maschinengewehr erwähnt. Das Boot verfügte über acht Torpedorohre (vier im Bug, vier im Heck). Die Angaben zur Torpedobewaffnung sind in der Literatur jedoch nicht eindeutig – genauso häufig werden sechs Torpedorohre (vier im Bug, zwei im Heck) genannt. Die Konstruktion des Bootes wies etliche Nachteile auf: es hatte nur eine geringe Seeausdauer von 15 Tagen. Dazu kam die geringe Zuverlässigkeit der Systeme und schwache Diesel-Motoren. Zudem gab es keine Möglichkeit, die Batterien während der Fahrt wieder aufzuladen oder Ersatztorpedos nachzuladen. Von der Bestellung eines zweiten U-Bootes dieses Typs wurde 1928 Abstand genommen.

## RumänischeDelfinul
Das erste U-Boot der rumänischen Marine erreichte die Marinebasis von Konstanza – dem neuen Heimathafen – am 27. Juni 1936. Nach dem Einfahren des Schiffes ging die Delfinul noch im selben Jahr auf Ausbildungsfahrt: Begleitet von der Constanța führten Ausbildungsreisen im Dezember 1936 und Juni 1937 nach Istanbul.
Seit Juni 1940 war die Delfinul der „U-Boot- und Schnellboot-Gruppe“ der rumänischen Marine zugewiesen – diese bestand neben dem einzigen U-Boot der rumänischen Marine aus den drei Schnellbooten Viscolul, Vijelia und Viforul sowie der Constanța als gemeinsames Begleitschiff. Dies war auch der Stand beim Kriegseintritt Rumäniens auf Seiten der Achsenmächte zu Beginn des Deutsch-Sowjetischen Krieges im Juni 1941. Während des Zweiten Weltkrieges unternahm die Delfinul von ihrer Basis Konstanza neun Feindfahrten im Schwarzen Meer.

### Erste Feindfahrt
Die erste Fahrt fand vom 22. Juni bis 27. Juni 1941 statt und war eine Aufklärungsfahrt. Rund 60 Seemeilen östlich von Konstanza entdeckte die Delfinul am 26. Juni eine sowjetische Flotteneinheit, die sich dem Hafen nähert, um sie zu beschießen. Durch die frühzeitige Meldung der Delfinul konnte sich die rumänische Marine und auch die deutschen sowie rumänischen Küstenbatterien vorbereiten. Im Laufe des Gefechts geriet der sowjetische Zerstörer Moskva in ein gerade gelegtes rumänisches Minenfeld und sank, der Kreuzer Woroschilow wurde beschädigt.

### Zweite Feindfahrt
Zur nächsten Fahrt lief das Boot am 10. Juli aus, um eine Patrouille im Bereich südöstlich der Krim im Bereich des Hafens und Flottenstützpunktes von Noworossijsk durchzuführen. Am 13. Juli erreichte das Boot Kap Idokopas, am 15. Feodosia. Dort sichtete es ein nicht identifiziertes feindliches Schiff, das jedoch wieder verschwand. In der folgenden Nacht wurde die Delfinul von einem sowjetischen Patrouillenboot überrascht, musste abtauchen und entkam dem nachsetzenden Angriff. Am 16. Juli musste sie wegen eines defekten Gyroskops die Heimfahrt antreten. Dabei entdeckte sie am 19. ein kleines sowjetisches U-Boot und griff es mit dem Bordgeschütz an. Aufgrund des Seeganges und zweier nicht identifizierter Flugzeuge brach sie den Angriff ab. Einen Tag später erreichte sie Konstanza.
Am 30. Juli verließ das Boot erneut seine Basis für eine weitere Fahrt, doch hatte die Maschine eine Fehlfunktion und die Delfinul musste bereits nach drei Stunden zurückkehren.

### Dritte Feindfahrt
Auf der dritten Feindfahrt vom 12. bis 20. August gab es lediglich zwei Sichtungen – einmal in der Nacht von 13./14. August sowie am 19. August, doch beide Male konnte die Delfinul den Kontakt nicht halten. Bereits auf der Rückfahrt wurde sie am 20. August selbst angegriffen – das sowjetische U-Boot M-33 hatte einen Torpedo abgefeuert, dieser traf jedoch nicht und lief hinter dem Heck vorbei. Das sowjetische Boot wiederum tauchte ab, als es von der Delfinul mit dem Maschinengewehr beschossen wurde.

### Vierte Feindfahrt
Auf der vierten Feindfahrt vom 3. September bis 19. September stieß die Delfinul in sowjetische Gewässer vor und sichtete am 9. September einen russischen Kreuzer, der als Komintern identifiziert wurde. Die Delfinul verlor jedoch den Kontakt. Am nächsten Tag konnte sich das Boot einem Konvoi bis in Schussweite nähern, wurde jedoch von einem Schnellboot abgedrängt. Eine weitere Gelegenheit ergab sich am 16. September, als sie einen einzelnen Öltanker in Begleitung eines Schnellbootes als Sicherung sichtete. Auch hier wurde sie abgedrängt, blieb jedoch in Kontakt zum Konvoi. Bei einem erneuten Angriffsversuch war inzwischen ein weiteres Torpedoboot zur Sicherung eingetroffen – die Delfinul gab weitere Angriffsversuche auf und machte sich am 17. September auf den Rückweg.

### Fünfte Feindfahrt
Zwischen dem 2. und 7. November 1941 war die fünfte Feindfahrt die einzige, bei der das Boot zu einem Torpedoangriff kam. Ziel des Unternehmens war es, sowjetische Nachschublieferungen nach Sewastopol zu stören. Am 5. November sichtete die Delfinul am Morgen ein großes Transportschiff in der Nähe von und in Richtung auf Jalta, feuerte einen Torpedo aus einer Entfernung von 800 Metern und vernahm anschließend Explosionsgeräusche. Eine Stunde später griffen sowjetische Schiffe das U-Boot bis in den Abend an, die Delfinul entkam über einen Kurs an der türkischen Küste. Rumänische Historiker haben das Schiff als Uralets (auch Uralles geschrieben, 1.975 BRT) identifiziert. Sowjetische Quellen geben jedoch an, da die Uralles bereits am 29. Oktober 1941 bei Jewpatorija von der deutschen Luftwaffe versenkt worden sei. Das von der Delfinul getroffene Schiff ist bislang nicht identifiziert. Der Hilfsminenleger Ostrowski soll sich in der Nähe des Angriffsbereiches befunden haben, erreichte jedoch später Sewastopol. Die neuere Literatur nennt inzwischen den Frachter Kreml (7.661 BRT), der bei diesem Angriff beschädigt worden sein soll.

### Sechste Feindfahrt
Am 30. November 1941 verließ die Delfinul den Hafen, um die Strecke zwischen Batumi und Istanbul zu stören. Aufgrund des schlechten Wetters musste sie umkehren und kam am 3. Dezember zurück.

### Siebte Feindfahrt
Am 6. Dezember wiederholte sie diesen Versuch, der bis zum 13. Dezember dauerte. Sie sichtete in der ganzen Zeit keinen feindlichen Konvoi. Auf dem Rückweg zu ihrer Basis entdeckte sie in der Nähe von Konstanza zwei sowjetische U-Boote.

### Achte Feindfahrt
Die erste Feindfahrt im Jahr 1942 dauerte vom 18. Mai bis zum 30. Mai. Aufgabe der Delfinul war es, nördlich der türkischen Küste zu patrouillieren. Auch bei dieser Fahrt sichtete sie keine Schiffe. Am 27. Mai wurde sie von sowjetischen Flugzeugen angegriffen, erlitt jedoch keine Schäden.

### Neunte Feindfahrt
Die letzte Fahrt unternahm die Delfinul vom 25. Juni bis 3. Juli 1942 und ging in den Bereich östlich von Jalta, wo sie am 27. Juni ankam. Da sie von sowjetischen Flugzeugen entdeckt worden war, blieb sie unter Wasser. Im Laufe des Tages wurde sie immer wieder angegriffen und ein Öltank wurde beschädigt. Am nächsten Tag wurde sie von einem Flugzeug an der Wasseroberfläche überrascht und erneut beschädigt. Am 1. Juli – dem letzten Tag der Evakuierung der Krim – wurde das Boot wieder von Flugzeugen entdeckt und den ganzen Tag lang bis in den Abend angegriffen. Nach Hause zurückgekehrt, musste das Boot lange in die Werft in Galați zur Reparatur.

## SowjetischeTS-3und rumänisches Schul-U-Boot
Als am 23. August 1944 in Rumänien der Staatsstreich stattfand und das Land anschließend auf Seiten der Alliierten weiterkämpfte, befand sich die Delfinul immer noch in der Reparatur.
Bereits wenige Tage später, am 27. August 1944, besetzten sowjetische Truppen das Boot. Am 12. September scheint es dann offiziell beschlagnahmt worden zu sein und wurde anschließend – unklar ist, ob am 14. September oder am 20. Oktober – als TS-3 in die Schwarzmeerflotte eingereiht. Das Boot befand sich zu diesem Zeitpunkt immer noch in der Reparatur und wurde im Oktober zunächst nach Balaklawa geschleppt. Ein Jahr später, am 12. Oktober 1945, wurde sie aus der Flottenliste gestrichen, wieder nach Galați geschleppt und an die rumänische Marine zurückgegeben. Die Rumänen nutzten das U-Boot unter seinem alten Namen für Schulungszwecke bis 1954. Endgültig wurde die Delfinul 1957 aus der Flottenliste gestrichen und anschließend abgewrackt.

## Varia
In Anlehnung an ihr erstes U-Boot benannte die rumänische Marine ein 1985 angeschafftes U-Boot der sowjetischen Kilo-Klasse ebenfalls Delfinul.